# Richard Beck
Pour les articles homonymes, voir Beck.
Richard Beck est un musicien et chef d'orchestre franco-suisse.

## Biographie
Beck a été notamment chef d'orchestre et enseignant à Genève, ainsi qu'au théâtre de Bordeaux. Il était membre du comité de rédaction de la revue L'Harmonie du monde. Le pianiste Raymond Trouard, parmi d'autres, a joué sous sa direction.

## Discographie
- Concerto pour violon en ré mineur, opus 77, par Johannes Brahms, repris par Max Bruch, Ayla Erduran au violon, Orchestre de la Suisse romande, CD album, Gallo, juin 2003
- Concerto numéro 8, opus 47, pour violon et orchestre ; Concerto numéro 9, opus 55, pour violon et orchestre, par Louis Spohr, Hyman Bess au violon, Londres, Éd. de l'oiseau lyre, 1966[4].